# 川北力
川北 力（かわきた ちから、1954年10月15日 -  ）は、日本の官僚。大臣官房総括審議官、理財局長、国税庁長官を務めた。

## 来歴・人物
東京都出身。麻布高等学校、東京大学法学部第2類（公法コース）を卒業。1977年に大蔵省に入省（国際金融局総務課）。1982年7月12日に園部税務署長。この間に主税局税制第二課長補佐（消費税）、大臣官房企画官兼主税局総務課、藤井大蔵大臣秘書官（事務担当）、主税局総務課企画官兼主税局税制第一課、主計局主計官（地方財政、大蔵担当）、野中・村岡両内閣官房長官秘書官（事務担当）、主計局主計官（運輸、郵政担当）などを務める。2000年7月に主計局主計官（総務課（企画担当））、2001年1月6日に財務省主計局主計官（総務課（企画担当））、同年7月に主税局税制第一課長、2002年7月に大臣官房総合政策課長、2004年7月に大臣官房文書課長、2005年7月に大阪国税局長、2007年7月に大臣官房審議官（主税局担当）、2008年7月4日に大臣官房総括審議官、2009年7月14日に理財局長を経て、2010年7月30日に国税庁長官に就任。
2012年8月をもって退官し、同年10月から2014年9月までに一橋大学大学院法学研究科で教授を務めた。
2013年6月に伊藤忠商事取締役に就任し、2019年6月にはコナミホールディングス監査役に就任し、2021年6月から特別顧問を務めている。
2024年、瑞宝重光章受章。